# Roman Rurua
Roman Rurua (n. 25 noiembrie 1942, Martvili Municipality⁠(d), Megrelia-Svanesia Superioară⁠(d), Georgia) este un luptător ce a reprezentat Uniunea Republicilor Sovietice Socialiste, medaliat olimpic. A participat la 2 ediții ale Jocurilor Olimpice (1964, 1968) în care a câștigat o medalie de aur și o medalie de argint.